# Свети Атанасий (Лешочки манастир)
Вижте пояснителната страница за други значения на Свети Атанасий.
„Свети Атанасий“ (на македонска литературна норма: „Свети Атанасиј“) е църква, католикон на Лешочкия манастир, Северна Македония, част от Тетовско-Гостиварската епархия на Македонската православна църква – Охридска архиепископия.
Църквата е издигната от йеромонах Антоний, бъдещият положки епископ Йоаникий (1346 – 1355), според надгробния му надпис на мрамоврия саркофаг в храма. В средата на XVII век е обновена от Никанор, владика Скопски и Положки. Около 1698 година обаче храмът е напълно запуснат и остава в руини, затрупан от земя до 1927 година, когато е възстановена.
В архитектурно отношение е свободен кръст с купол на четири пиластри. Градежът е от къмък, дялан бигор и тухли. На запад е достроен по-широк от наоса нартекс, над който е била камбанарията. От стария иконостас са запазени мраморните стълбчета с капители, украсени с човешки и животински глави.
Църквата е изградена от архитект Андрасов. Имала е три купола – един централен и два на пронаоса, като на дясната е била камбанарията.
За вътрешната украса и изработката на иконостаса и на архиерейския трон са ангажирани майстори от Гостивар в 1936 година – техните иницаили И.С.Т.Р.Ж са изписани на задния дял на царските двери, на които е било изобразено Благовещение. Вляво от царските двери е иконата на Пресвета Богородица, а до нея на вратата на Свети Атанасий. Вдясно от царските двери е иконата на Иисус Христос, а на дясната врата – на Свети Йоан Кръстител. Във втората зона са били представени дванадесетте апостола, Разпятието и под него Възкресение. В централния купол е Христос Вседържител. На северната и южната стена в две зони е имало стенописи, подарени от зографа Теодос Колоски от Скопие в 1962 година. В олтара начело на престола е имало монументален кръст, изработен от оникс. От 1965 година до 1968 година манастирът е обновен под ръководството на игуменката Мелания, а по-късно от протойерей ставрофор Димитрие Кръстевски.
Църквата понася значителни щети по време на военния конфликт през 2001 година. Армията за национално освобождение контролира почти цяла Северозападна Македония и води престрелки с македонските правителствени сили. Македонското население в смесените райони започва да се изтегля от зоните в обсега на АНО. В тази напрегната обстановка албански екстремисти поставят експлозиви в главната църква на манастирския комплекс до село Лешок и на 21 август 2001 година взривяват до основи църквата. След подписването на Охридското споразумение обстановката в страната се нормализира и това дава възможност да се започне работата по възстановяването на църквата. С проектът по възстановяването на църквата в Лешок се заема Институтът за опазването на паметниците в Република Македония. Към този проект се включва и Европейския съюз, който отпуска 430 000 евро. С тези пари се осъществи възстановяването на църквата със същите камъни, които са използвани при първоначалния ѝ строеж. Всички те са номерирани и сортирани от Македонския институт за паметниците, който осъществи проекта. С парични средства се отзовава и Норвегия. Европейската агенция за възстановяване отпуска допълнителни средства на Македонския институт в размер на 150 000 евро, с които ше бъдат реставрирани и консервирани 392 m2 стенописи в църквата. След четири години, на 23 юли 2005 година, църквата „Свети Атанасий“ е преосветена и отново открита за богослужения.